# Société Fédérale de Participations et d'Investissement
 (avril 2021).
Si vous disposez d'ouvrages ou d'articles de référence ou si vous connaissez des sites web de qualité traitant du thème abordé ici, merci de compléter l'article en donnant les références utiles à sa vérifiabilité et en les liant à la section « Notes et références ».

Société fédérale de participations et d'investissement

La Société Fédérale de Participations et d'Investissement (SFPIM) est une holding publique belge, constituant le fonds souverain de la Belgique. Le sigle SFPIM résulte de la contraction du sigle en français (SFPI) et du sigle en néerlandais (FPIM - Federale Participatie- en Investeringmaatschappij). 
La Société fédérale d'investissement (SFI) a absorbé la Société fédérale de participations (SFP) conformément à la loi du 26 août 2006 portant fusion de la Société fédérale d'investissement et de la Société fédérale de participations.
Les autorités fédérales sont l'unique actionnaire de la Société fédérale de participations et d'investissement.
La SFPI conduit la gestion centralisée des participations des autorités fédérales, coopère avec les autorités sur des projets spécifiques et mène sa propre politique d'investissement dans l'intérêt de l'économie belge.
La SFPI assure trois activités principales :
- assurer une participation dans des entreprises publiques et privées ayant un intérêt stratégique pour le niveau politique fédéral ;
- investir dans des entreprises présentant une valeur sociétale intéressante dans l'un des secteurs prioritaires faisant partie des objectifs de la SFPI ;
- collaborer à la politique des autorités fédérales et assurer la réalisation, pour leur compte, de projets spécifiques.

## La Société Fédérale d'Investissement (SFI)
Par la loi du 2 avril 1962, la Société nationale d'investissement (SNI) a été créée par l'État. Son objectif était de prendre des participations dans des entreprises afin d'assurer leur développement.
En 1976, la mission de la SNI a été élargie. Conformément à l'initiative croissante des autorités publiques en matière économique, elle a pu fonder elle-même des entreprises. Par ailleurs, elle pouvait être chargée, à la demande et pour le compte de l'État, de prendre des participations et de fonder des entreprises, dans le cadre de ce qu'il était convenu d'appeler les missions déléguées.
En 1994, la plus grande partie du portefeuille de la SNI a été remise aux investisseurs privés. Alors a été constituée la Société fédérale d'investissement (SFI), son successeur sur le plan juridique, qui était habilitée à poursuivre les mêmes activités. L'État a transmis ses actions de la SFI au sein de la SFP, la SFP devenant une filiale de la SFP. La SFP a participé avec la SFI à la restructuration de Belgacom et de la Sabena.
En 2005, la SFP a racheté la totalité des actions des actionnaires minoritaires (4,3 % du capital).
Le total du bilan de la SFI se montait à ce moment à 361 millions d'euros et les fonds propres, à 143 millions d'euros.
À citer parmi les plus importantes participations de la SFI, la Société belge pour l'Investissement International, la SA ASTRID et la SA Palais des Congrès.

## La Société Fédérale de Participations (SFP)
En 1992, la holding CGER a été créée, avec le statut de holding bancaire. À la suite de la privatisation des institutions publiques de crédit qui a suivi, cette holding bancaire a été transformée en holding à vocation généraliste, baptisée Société fédérale de participations.
Les recettes des privatisations ont été en grande partie conservées au sein de la SFP. Elles ont servi à renforcer le capital d'entreprises publiques comme bpost et la Loterie nationale.
Fin 2005, le total du bilan de la SFP se montait à 775 millions d'euros et les fonds propres, à 774 millions d'euros.